# GEI-SYA -お座敷で逢えたら-
『GEI-SYA -お座敷で逢えたら-』（げいしゃ おざしきであえたら）は、秋里和国による日本の漫画作品。
『プチコミック』（小学館）にて2008年2月号から2009年8月号まで連載されていた。全19話。単行本は全4巻。
第1話冒頭に「スイート オアシス」という名の馬が登場するが、これは作者が本作の前に連載していた作品と同じ名前である。

## あらすじ
地元の乗馬クラブで働く直子は常々、いつか華やかな仕事をしたいと考えていた。そんな直子の心の支えは、クラブの常連でイケメン医師の則近だった。
ある日、友人の結婚式に出席した直子は、藤松という芸者と出会い、その艶やかな姿に心を奪われる。
藤松に触発された直子は一念発起、芸者になるべく上京。面接の結果、自分の年齢では憧れていた姿になれないと分かった直子は、6歳も年齢を詐称し、憧れの半玉になるべく修行を開始する。

## 登場人物
斉藤 直子（さいとう なおこ）
25歳。山梨の乗馬クラブで働いていた。母親の影響で、少女漫画が大好きで、乗馬クラブへの就職も、上原きみこの『ロリィの青春』の影響。生理痛が重いのが悩み。
藤松の美しさに一目惚れ、究極のコスプレだと意気込み、勢いで上京。しかし、自分の年齢では、憧れていた半玉になれないと分かり、童顔なのをいいことに年齢を詐称する。藤千代により、「藤子（ふじこ）」という芸名を授かるが、本名を縮めただけ（斉藤直子）な気がしてあまり気に入らなかった。
則近 緑（のりちか みどり）
乗馬クラブに通っていた医師。直子にはペパーミント色のオーラが見えるらしい。可愛がっていた老馬が亡くなり、クラブを辞めた。実家はふじ家の隣にある「花と緑 レディスクリニック」という婦人科の医院で、自身も婦人科医。
17歳の時に、裕太郎の母・藤乃と関係を持ち、彼女の死後は二度と恋をしないと誓った。
藤松（ふじまつ）
置屋・ふじ家の半玉。18歳。口が悪く、言葉遣いをよく注意される。
本名は氏家 裕太郎（うじいえ ゆうたろう）、正真正銘の男であり、性別詐称の芸者であり、その正体はトップシークレットである。大学生との二足のわらじ。
小学校に上がるまで女の子として育てられたが、さすがに誤魔化せなくなりやめたものの、半玉の不在という危機に際し、次の半玉が育つまで、期間限定で半玉をすることになった。抹茶アレルギー。
新條（しんじょう）
見番（けんばん、ここを通じて芸者たちに仕事が来る）の事務長。通称・新さん。
黒田（くろだ）
見番の事務員。通称・黒さん。裕太郎のことを（男の姿をしている時でも）「お嬢」と呼ぶ。
藤千代（ふじちよ）
ふじ家のお母さん。裕太郎の祖母。70代。現役の芸者。長唄や小唄を教えている。直子が年齢詐称をしていることは知らない。
ゴロゴロ
氏家家のヒョウ柄のブサイクな飼い猫。緑はとても可愛がっている。
山本 詩織（やまもと しおり）
与志乃家の芸者。芸名は高子（たかこ）。24歳。美人。祖母は茶道の先生。
藤乃（ふじの）
街一の名妓と謳われた芸者。本名・氏家小百合。裕太郎が10歳の頃に子宮頸がんで病死した裕太郎の母親。享年40。少女漫画の影響で、裕太郎を女の子として育てたため、本当に女だと思っている人もいる。
則近 花子（のりちか はなこ）
緑の母親。花と緑レディスクリニックの院長。24歳で結婚するまで芸者をやっていた。緑の出産後、猛勉強をして婦人科医になった。
藤豆（ふじまめ）
ふじ家のお抱え芸者。
足利 悟（あしかが さとる）
乗馬クラブで働く直子の後輩。高校の馬術部でも先輩・後輩だった。
天然パーマが、萩尾望都の『トーマの心臓』のエーリクを思わせることから、直子からはエーリクの愛称でル・ベベと呼ばれている。藤松が男であることは知らない。
直子の両親
農家経営。父親は少女漫画に出てくるような円らな瞳の持ち主。母親は、47歳にしてフリルのドレスを着た少女趣味の人。自分の子には「メリーベル」や「ナイルキア」といった名前を付けたかったらしいが、夫の両親に反対され、直子という平凡な名前になった。藤松が男であることは知らない。
岩原（いわはら）
東京都知事。裕太郎の叔父に当たる。かつて兄と藤乃を巡って争い、負けた。兄の死後も、藤乃を贔屓にした。藤乃の言葉により、裕太郎を女だと思い込んでいる。

## 書誌情報
- 秋里和国 『GEI-SYA -お座敷で逢えたら-』 小学館〈フラワーコミックスα〉、全4巻
  1. 2008年7月10日発売、ISBN 978-4-09-131807-7
  2. 2008年12月10日発売、ISBN 978-4-09-132059-9
  3. 2009年4月10日発売、ISBN 978-4-09-132449-8
  4. 2009年9月10日発売、ISBN 978-4-09-132587-7